# 东部南极洲

東部南極洲位在圖右。

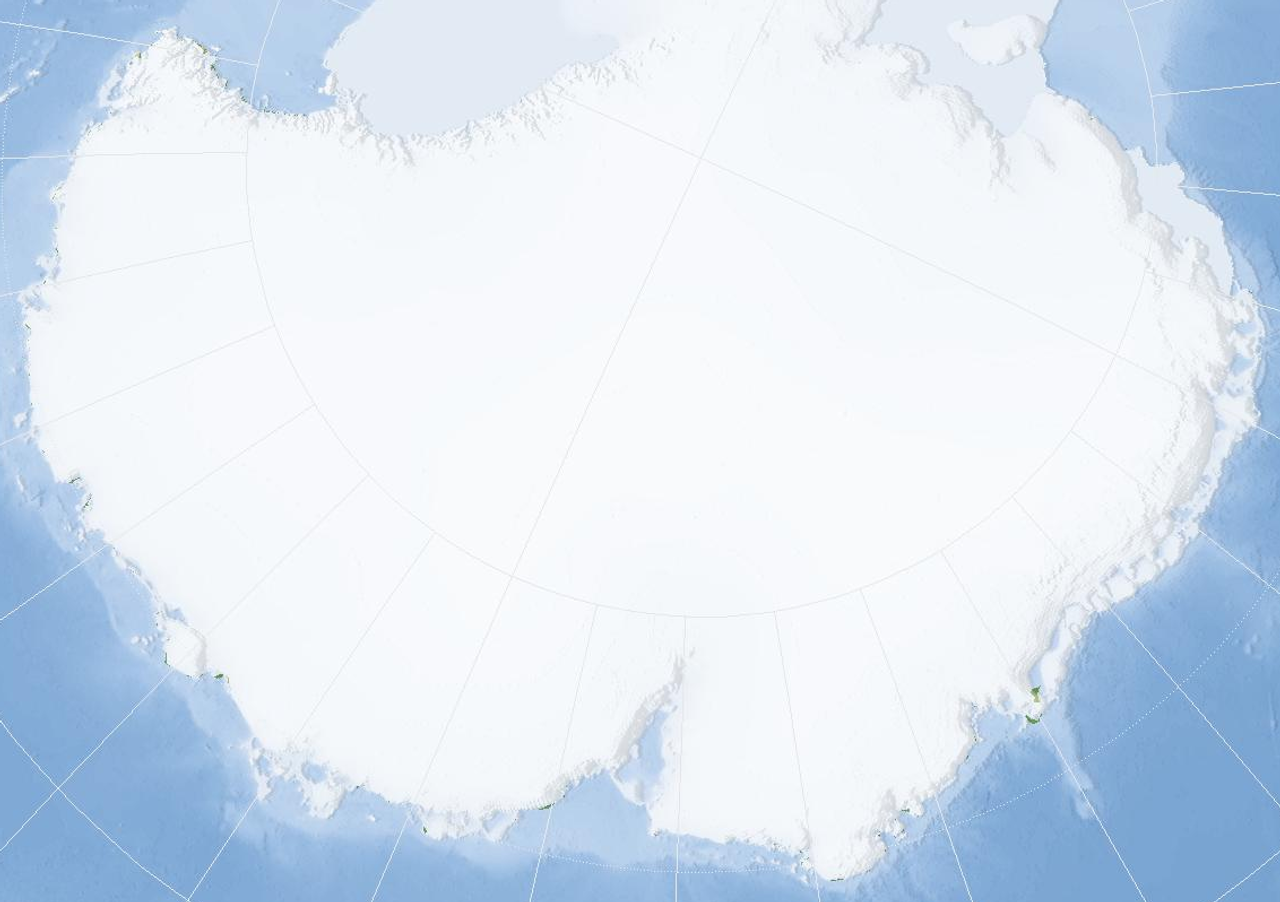
东部南极洲。

南极洲东部也称大南极洲或简称“东南极”，指南极洲横贯南极山脉靠近印度洋和大西洋一侧地区，约占整个南极大陆的三分之二，包括科茨地、毛德皇后地、恩德比地、麦克罗伯特森地、瑪麗皇后地、威尔克斯地、阿黛利地、乔治五世地、维多利亚地等地区。大部分位于东半球，故此，它的名字已經被接受了一個多世紀。该地区被认为是地球上最寒冷，干燥的地区。其地勢通常高於西部南極洲，包括中心的甘布爾澤夫山脈。

## 外部連結
- World Wildlife Fund, C. M. Hogan, S. Draggan. (2011) Marielandia Antarctic tundra.（页面存档备份，存于） in C. J. Cleveland, ed., Encyclopedia of Earth（英语：Encyclopedia of Earth）. National Council for Science and the Environment, Washington, DC

80°S 80°E / 80°S 80°E